# Битка код Верта
Битка код Верта (енгл. Battle of Wörth), позната и као битка код Фрешвилера (енгл. Battle of Froeschwiller), 6. августа 1870, била је немачка победа у француско-пруском рату (1870-1871).

## Позадина
Верт (фр. Woerth) је село на реци Соер (фр. Sauer)у француској покрајини Доња Рајна, око 9 км северозападно од Агеноа у Алзасу. После пораза код Вајсенбурга, 4. августа, француски генерал Мак Маон повукао је 1. корпус (око 45.000 људи) на десну обалу реке Соер (фр. Sauer) где је организовао одбрану, чекајући пристизање француског 5. и 7. корпуса који су му стављени под команду. Немачка 3. армија (око 120.000 људи) под командом пруског престолонаследника Фридриха Вилхелма кренула је 6. августа концентрично ка реци Соер, да би напала и уништила снаге француског 1. корпуса, пре него што му се придруже 5. и 7. корпус.

## Битка
Прве немачке покушаје форсирања реке Соер Французи су спречили противнападима. Снажним нападом на целом фронту Немци су 5, 11. и 1. баварским корпусом уз подршку око 100 топова, форсирали реку Соер код Верта и код Гунштета (фр. Gunstett) и до 15. часова потисли француске снаге у центру и на крилима. Немци су до 17. часова сломили отпора француских снага и овладали њиховим полођајима. Уз прихват снага 5. корпуса, французи су успели да организују повлачење у правцу Агноа, Саверна (фр. Saverne) и Биша (фр. Bitche).

## Последице
Немци су имали око 11.000, а Французи око 8.000 мртвих и рањених и око 12.000 заробљених. После битке код Верта Немци су освојили Алзас и опколили Стразбур.